# Relations entre les Comores et la France
Les relations entre les Comores et la France sont les relations diplomatiques bilatérales s'exerçant entre, d'une part, l'union des Comores, État insulaire africain, et de l'autre, la République française, État principalement européen. Les deux pays partagent une frontière maritime.

## Histoire
Fin décembre 1975, en France, un recours au Conseil constitutionnel permet de confirmer la loi et le droit des populations à disposer d'elles-mêmes, en restant française dans ce cas-ci. Cette interprétation permet à Mayotte de rester française. Les arguments retenus sont d'une part que la colonisation s'est déroulée en plusieurs phases, rattachant par exemple l'île de Mayotte à Madagascar avant que les trois autres îles de l'archipel y soit rattachées. Les limites de la Colonie dépendant donc de la date, les Comores en tant qu'entité n'ont été constitués que par l'administration française en 1946 seulement. En outre, Mayotte ne souhaite pas prendre son indépendance. Par conséquent, la France ne s'estime pas obligée, comme l'État des Comores l'exige en utilisant l'argument du droit international, de donner l'indépendance aux îles de manière collective. Cette décision implique aussi qu'un autre référendum doit être tenu à Mayotte.
La France reconnaît l’État des Comores en décembre 1975, mais organise un referendum à Mayotte le 8 février 1976 au cours duquel les habitants de Mayotte se déclarent massivement pour le maintien dans la République Française. Le 6 février 1976, la France oppose son droit de veto au Conseil de sécurité des Nations unies pour empêcher l'adoption d'un projet de résolution lui demandant d'engager des négociations avec le gouvernement comorien en vue de la rétrocession de Mayotte et de renoncer à la tenue d'un nouveau référendum,.

## Période contemporaine

### Conflit territorial et tensions migratoires
L'Union des Comores revendique la souveraineté sur l'île de Mayotte, territoire français d'outre-mer, devenu département en 2009. 
On compte de nombreux citoyens binationaux et l'île de Mayotte fait face à une importante pression migratoire en provenance des Comores. 
Un expert technique international français a été mis à disposition de la Banque centrale des Comores.

### Liens économiques
Les remises (transfert des migrants à destination des Comores) constituent 23% du PIB des Comores.

### Dimension militaire
Les Comores et la France jouissent d'un partenariat de défense, conformément auquel les deux pays coopèrent dans le domaine de la sécurité maritime et de la formation des unités. 

### Dimension culturelle et universitaire
On compte trois Alliances françaises aux Comores.